# Pseudophilautus karunarathnai
Pseudophilautus karunarathnai é uma espécie de anfíbio anuro da família Rhacophoridae. Está presente no Sri Lanka. A UICN classificou-a como pouco preocupante.